# Лена Стефанова
Лена Стефанова, известна като Ленуш (на македонска литературна норма: Лена Стефанова, Ленуш), е видна художничка от Социалистическа република Македония.

## Биография
Роден е в 1913 година в Скопие, Кралство Сърбия. Израства без баща. Учи във френския колеж в Скопие, като едновременно с това посещава ателието на Олга Бенсон, от която придобива първите си знания в областта на изобразителното изкуство. От тогава датират първите ѝ акварелни и маслени картини, сред които е маслена картина на Старата скопска чаршия. Стефанова става член на Дружеството на художниците на Македония при неговото създаване в 1945 година. Участва в многобройни големи групови изложби заедно с големите художници от Социалистическа република Македония Лазар Личеновски, Никола Мартиновски, Томо Владимирски, Вангел Коджоман, Любомир Белогаски и други.
В периода 1945 – 1976 година Стефанова преподава изобразително изкуство в женската гимназия в Скопие, в гимназията във Велес и в няколко основни училища. Работи и като дизайнер в отдела за килимарство в Института за фолклор, а след това е илюстратор във вестник „Нова Македония“. Стефанова има проблеми с властите във Федеративна Югославия и е следена от тайните служби.
Лена Стефанова умира в 1991 година в Скопие.